# Турско радио и телевизия
Турското Радио и Телевизия или ТРТ (на турски: Türkiye Radyo ve Televizyon Kurumu или TRT) е държавната обществена телевизия на Турция, основана през 1964 г. Около 70% от финансирането на ТРТ идва от данък, начислен върху сметките за електроенергия и данък върху лиценза за телевизия и радиоприемници. Тъй като това са хипотетични данъци, за разлика от парите, идващи от държавни фондове, принципът е подобен на този на телевизионния лиценз, събиран в редица други страни, като BBC в Обединеното кралство. Останалата част от финансирането на TRT идва от държавни субсидии (около 20%), като крайните 10% идват от реклама.

## История
Тестовите предавания започват със TRT 1 на 31 януари 1968 г. Пълен график на националната телевизия, който по това време свързва районите в и около Анкара, Истанбул и Измир, започна през декември 1971 г.
TRT подновява членството си в Европейския съюз за Броудкастинг (като член-основател, който преди това предлагаше само радио), започвайки на 26 август 1972 г., с първото Турско събитие в мрежата на Евровизия, футболен мач (Турция срещу Италия), излъчено в цяла Европа на 13 януари 1973 г. TRT също се присъединява към Азиатско-тихоокеанския Броудкаст съюз през 1976 г., същата година първият им тест за цветна телевизия беше показан чрез лаборатория на общото събрание на Организацията на ислямската конференция.
Всички телевизионни канали могат да се гледат чрез сателит Тюрксат в Европа в Азия и наземни в Турция и съседните страни. Някои от тях се срещат и в системите за кабелна телевизия.
- TRT 1 (стартиран през януари 1968 г.) – Общ развлекателен канал с широка гама, включваща местни и чуждестранни сериали, турско и холивудско кино, предавания на живо с турска народна музика, турска класическа поп музика, новини и актуални събития
- TRT 2 (стартиран през септември 1986 г., затворен през юли 2010 г., възобновен през февруари 2019 г.) – Канал Highbrow с широк график, включващ културни и образователни предавания, интензивно популяризиране на изкуствата (турски и международни), културни изложби, документални филми и местни и чуждестранни филми.
- TRT Spor (стартира през октомври 1989 г.) – Спорт на живо и архив, включително Формула 1, Световно и Европейско първенство по фигурно пързаляне, Световно и Европейско първенство по лека атлетика, Турска лига по волейбол за жени, U18 Баскетбол плюс игрални програми. Когато парламентът заседава, TRT 3 предава пряко предаване на турското Велико народно събрание.
- TRT Çocuk (стартиран през ноември 2008 г.) – Детско програмиране, анимирани програми и образователни програми. Сега станцията излъчва 24 часа в денонощието.
- TRT Kurdî (стартиран през януари 2009 г.) – Канал с излъчване на кюрдски език.
- TRT Arabi (стартира през април 2010 г.) – Излъчва 24 часа в денонощието на арабски език с програми, насочени към арабите в Турция, както и за по-широкия арабски свят и Близкия изток.
- TRT Müzik (стартиран през ноември 2009 г.) – 24-часов музикален канал с турска народна и класическа музика. Освен това излъчва поп, рок, джаз и етническа музика.
- TRT Belgesel (стартиран през ноември 2009 г.) – 24-часов документален канал.
- TRT Haber (стартиран през май 2010 г.) – Новини и актуални събития, спортни новини и времето.
- TRT HD (стартиран през май 2010 г.) – Бивш телевизионен канал с висока разделителна способност на TRT, излъчващ няколко програми от другите TRT канали в HD формат.
- TRT 4K (стартира през февруари 2015 г.) – Ultra HD телевизионен канал на TRT. Това е първият 4K телевизионен канал в Турция.
- TRT Spor 2 (стартира през септември 2019 г.) – Алтернативен канал за TRT Spor.
- TRT EBA TV (стартиран през март 2020 г.) – Дистанционен образователен канал поради пандемията COVID-19. Каналът е разделен на 3 групи: İlkokul (начално училище), Ortaokul (средно училище) и Lise (гимназия).

## Mеждународно излъчване
- TRT Türk (16: 9, не кодиран в DVB сигнал) (по-рано известен като TRT INT) – Международни новини, актуални събития, документални филми и културни програми, насочени както към турци, така и към турскоговорещата публика, живееща в чужбина. Това е първият TRT канал, който широко използва частна продуцентска компания за програмиране на новини.
- TRT Avaz (известен преди като TRT Türk) (стартиран през март 2009 г.) – Международен канал, насочен към тюркските републики и турците, живеещи на Балканите. Каналът се фокусира върху развоя и документални филми, за разлика от новия фокус на TRT Türk върху новините. Програмирайте се излъчете на смесица от езици, включително турски, азербайджански, казахски, узбекски и туркменски.
- TRT World – Международни новини, актуални събития, документални филми и културни програми на английски език за международна публика.

|  | Тази страница частично или изцяло представлява превод на страницата Turkish Radio and Television Corporation в Уикипедия на английски. Оригиналният текст, както и този превод, са защитени от Лиценза „Криейтив Комънс – Признание – Споделяне на споделеното“, а за съдържание, създадено преди юни 2009 година – от Лиценза за свободна документация на ГНУ. Прегледайте историята на редакциите на оригиналната страница, както и на преводната страница, за да видите списъка на съавторите. ВАЖНО: Този шаблон се отнася единствено до авторските права върху съдържанието на статията. Добавянето му не отменя изискването да се посочват конкретни източници на твърденията, които да бъдат благонадеждни. |